# Appui tendu renversé
Pour les articles homonymes, voir ATR.

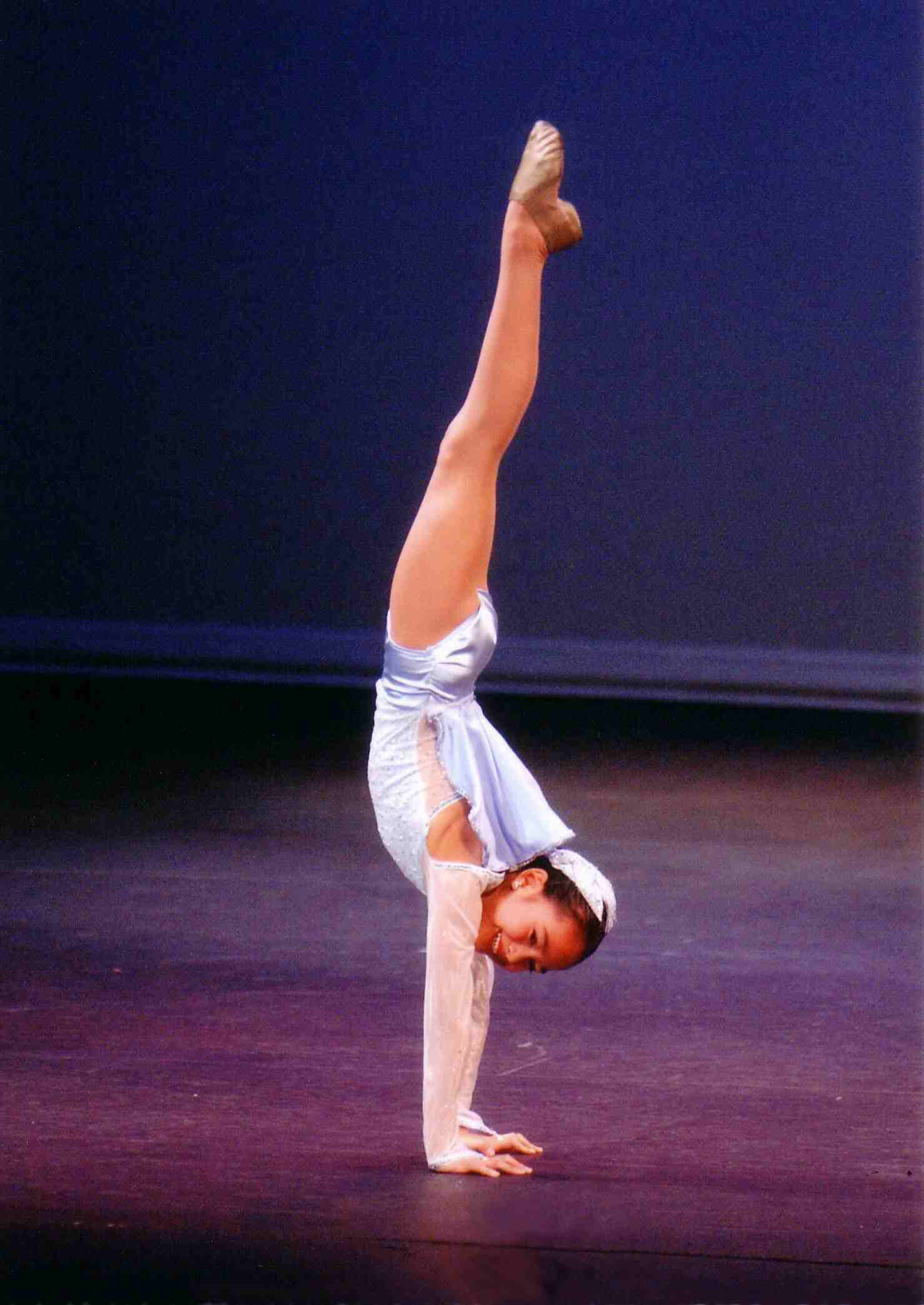
Appui tendu renversé

L’appui tendu renversé (ATR) ou équilibre sur les mains, et populairement faire le piquet, est l'acte de se tenir dans une position stable et renversée à la verticale en équilibre sur les mains. C'est un élément de base en gymnastique, mais il est utilisé dans de nombreuses activités sportives telles que le yoga, le cirque ou encore dans certains styles de danse. Dans un équilibre basique, le corps est droit et aligné, les bras et les jambes sont tendus et les mains sont espacées d'environ la largeur des épaules.

## Posture
La posture est composée des pieds pointés vers le haut, bras dans le prolongement du corps ; par la fermeture du tronc sur la jambe avant, ouverture de l'angle jambe-tronc et légère impulsion jambe, aller poser les mains pour s'établir à l'ATR, regard sur les mains, corps gainé ; puis, par fermeture de l'angle jambes-tronc et impulsion bras, se rétablir à la fente avant.

## En gymnastique

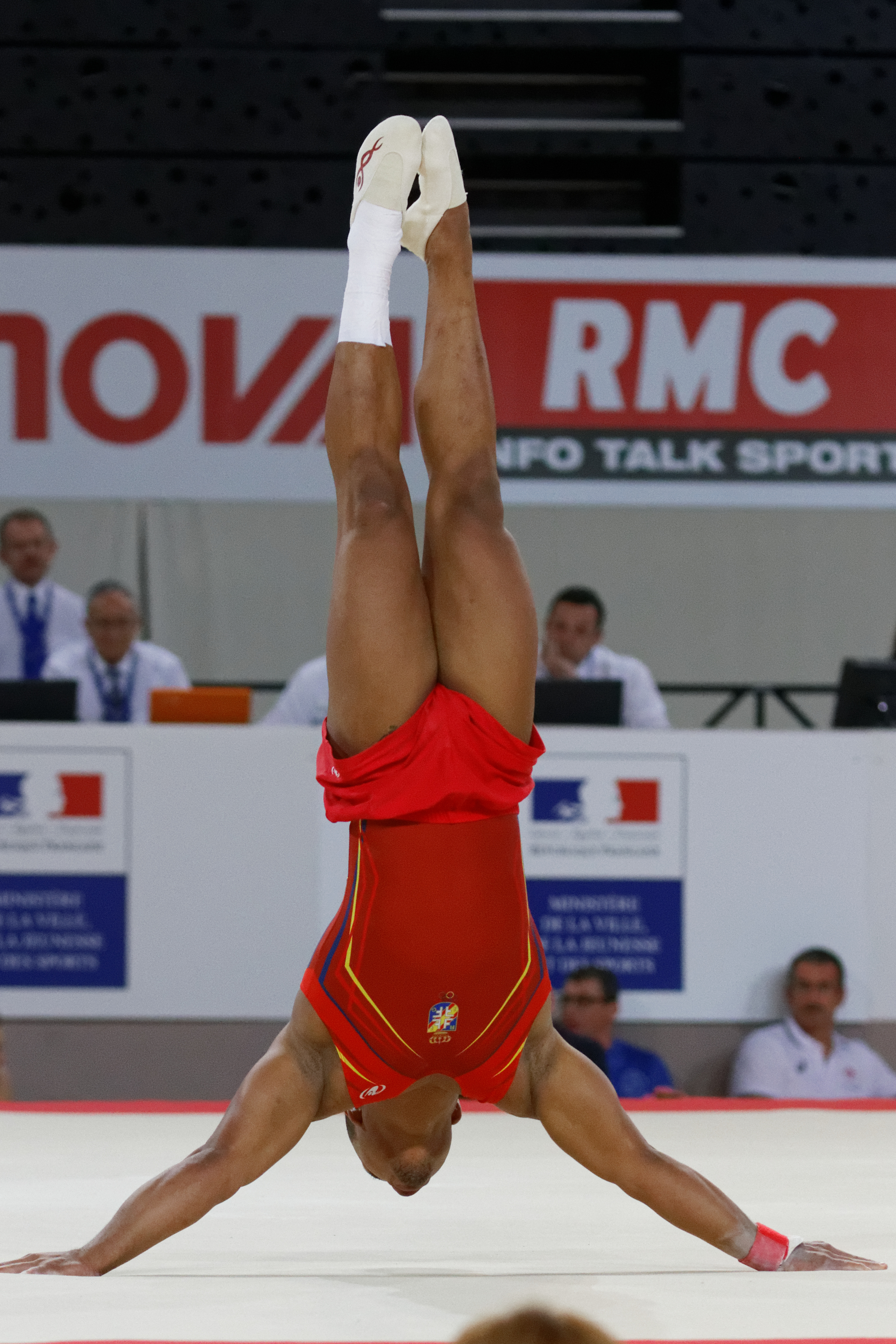
Rayderley Zapata réalisant un appui tendu renversé bras écartés aux Championnats d'Europe de gymnastique artistique 2015.

L'appui tendu renversé est utilisé dans la plupart des disciplines que regroupe le terme de gymnastique ; la gymnastique artistique, rythmique, acrobatique ou aérobic.
Principalement utilisé en gymnastique artistique, qu'il soit passager ou tenu, il est un élément de base car il se retrouve sur tous les agrès et que sa maîtrise est nécessaire pour la réalisation d'éléments plus difficiles. Pour obtenir un résultat esthétique, la réalisation est très réglementée. Ainsi, un bon ATR comprend : le bassin en rétroversion, les épaules en ouverture et en élévation, les bras placés aux côtés des oreilles, les jambes et pointes de pieds serrées et tendues, le tout en position de gainage.
Selon le code de pointage de 2009, la notation sur les différents agrès est la suivante. A au sol, A aux anneaux, A à la poutre, A à la barre fixe, A aux barres parallèles, A aux barres asymétriques quand les jambes sont écartées, B quand elles sont serrées.

### Dérivations de l'appui tendu renversé
- Le placement de dos se réalise sans élan, départ à genoux, en équerre, allongé… Sa réalisation nécessite un placement de dos, une ouverture d'épaules, et comme son nom l'indique, une musculature importante pour arriver à soulever le poids de son corps.
- La valse ou demi-valse, est un équilibre durant lequel le gymnaste passe en appui de bras en bras pour effectuer un demi-tour ou un tour complet dans l'axe longitudinal de son corps.
- Un grand écart peut aussi s'effectuer en ATR.

## Dans d'autres disciplines

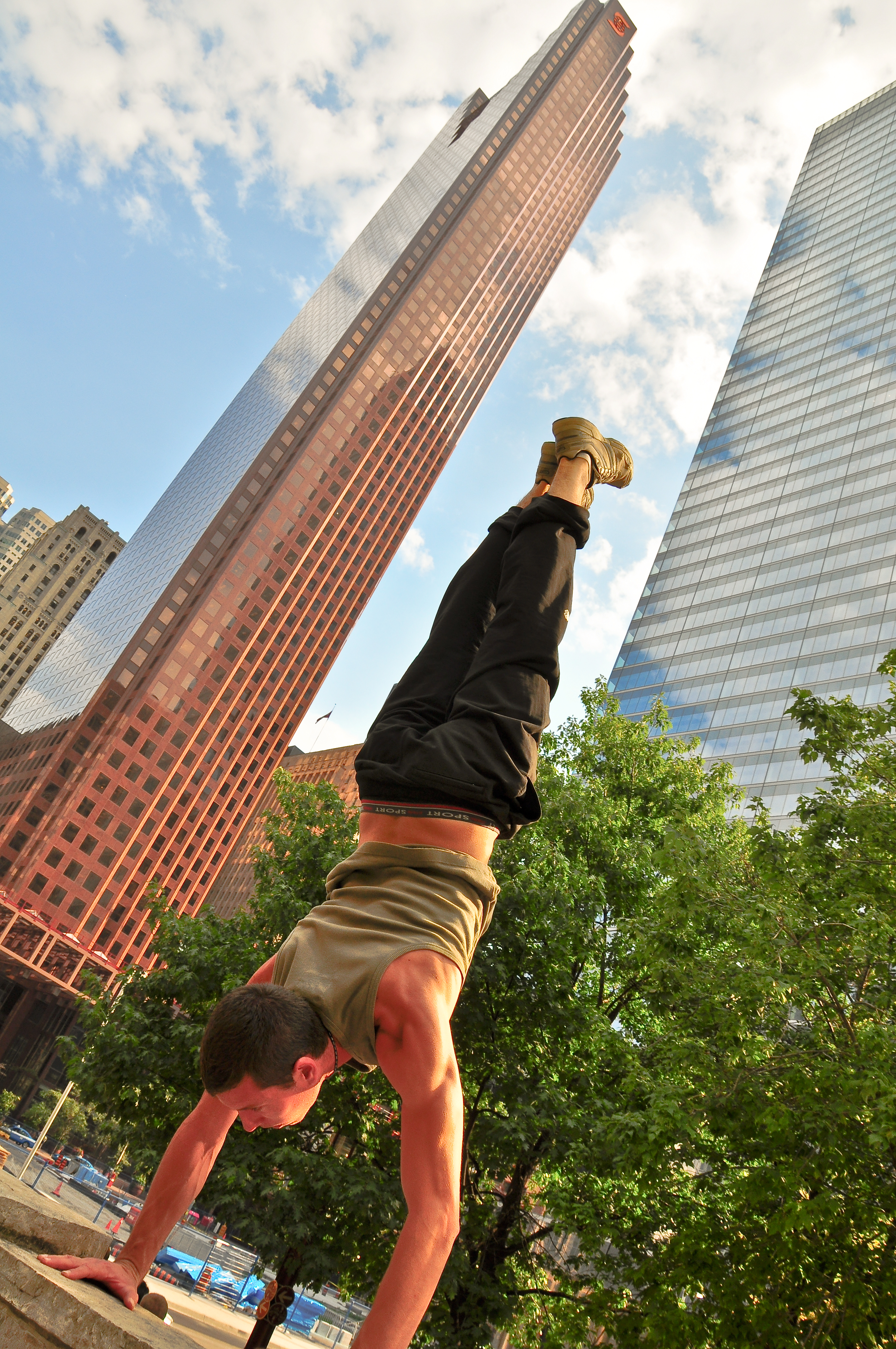
Un ATR pendant une séance de street workout.

L'appui tendu renversé (ATR) aussi appelé handstand (de l'anglais) est aussi pratiqué dans d'autres disciplines que la gymnastique :
- le freerun qui est un sport de rue dérivé du Parkour.
- en street workout qui consiste à faire de la musculation en extérieur et en utilisant seulement le poids de son corps.
- en breack danse